# Vårdhem
Vårdhem, institution för boende eller åldrande som har dagligt behov av vård. På vårdhem finns vårdpersonal såsom vårdbiträden, undersköterskor och sjuksköterskor.

## Vilohem
Ett vilohem är ett behandlingshem för personer som ska återhämta sig från sjukdom eller annan påfrestning. 